# Zweephagedissen
Zweephagedissen (Tetradactylus) zijn een geslacht van hagedissen uit de familie schildhagedissen (Gerrhosauridae).

## Naam en indeling
De groep werd voor het eerst wetenschappelijk beschreven door Blasius Merrem in 1820. Een aantal soorten is in het verleden aan verschillende andere geslachten toegekend die inmiddels tot andere hagedissenfamilies behoren. Voorbeelden zijn de geslachten Gerrhosaurus (gordelstaarthagedissen), Chalcides (tegenwoordig: skinken) en Lacerta (tegenwoordig: echte hagedissen).
Er zijn zeven soorten bekend waarvan er één is uitgestorven; Eastwoods' zweephagedis (Tetradactylus eastwoodae). De meeste soorten zijn langer bekend maar de soort Tetradactylus udzungwensis werd pas in 2004 wetenschappelijk beschreven.

## Uiterlijke kenmerken
De lichaamslengte exclusief staart bedraagt ongeveer vier tot acht centimeter. De staart is veel langer dan het lichaam en de totale lichaamslengte on ongeveer twintig tot dertig cm. Alle soorten hebben een langgerekt, slangachtig lichaam met kleine pootjes. Het lichaam is stevig en stijf en heeft een huidplooi aan iedere zijde van de flank zodat het lichaam uit kan zetten. De lichaamskleur is bruin tot donkerbruin, het lichaam is voorzien van lichtere strepen of vlekkenrijen. De onderzijde is lichter tot witgeel. De schubben aan de rug zijn vaak gekleid, maar niet zo sterk als de gelijkende pootjesslangen. De ogen en gehooropeningen zijn duidelijk te zien, een transparant venster in het ooglid ontbreekt.
Bij de zweephagedissen is goed te zien hoe door degeneratie de poten langzaam verdwijnen. Bij sommige soorten zijn de pootjes onooglijk klein en nauwelijks zichtbaar. Bij andere zij de poten goed ontwikkeld en worden gebruikt bij de voortbeweging. Bij de vijfteenzweephagedis bijvoorbeeld zijn de poten goed ontwikkeld en hebben vijf vingers en tenen. Bij de vierteenzweephagedis zijn de poten eveneens goed zichtbaar maar hebben de poten vier vingers en tenen. Eastwoods' zweephagedis heeft zeer kleine pootjes waarbij de voorpoten drie vingers hebben en de achterpoten twee tenen. De soort Tetradactylus udzungwensis heeft dezelfde configuratie van de voor- en achterpoten. Bij Breyers' zweephagedis heeft de degeneratie verder doorgezet en hebben de voorpoten twee vingers en de achterpoten slechts een enkele teen. Bij de grote zweephagedis zijn de pootjes extreem klein en hebben één teen en één vinger. De voorpoten ontbreken bij deze soort soms volledig. Ellenberger's zweephagedis ten slotte heeft nooit voorpoten en de achterpoten dragen altijd een enkele teen.
Zweephagedissen lijken wat op de pootjesslangen uit het geslacht Chamaesaura. Deze laatste groep heeft een vergelijkbaar verspreidingsgebied maar behoort tot de gordelstaarthagedissen.

## Verspreiding en habitat

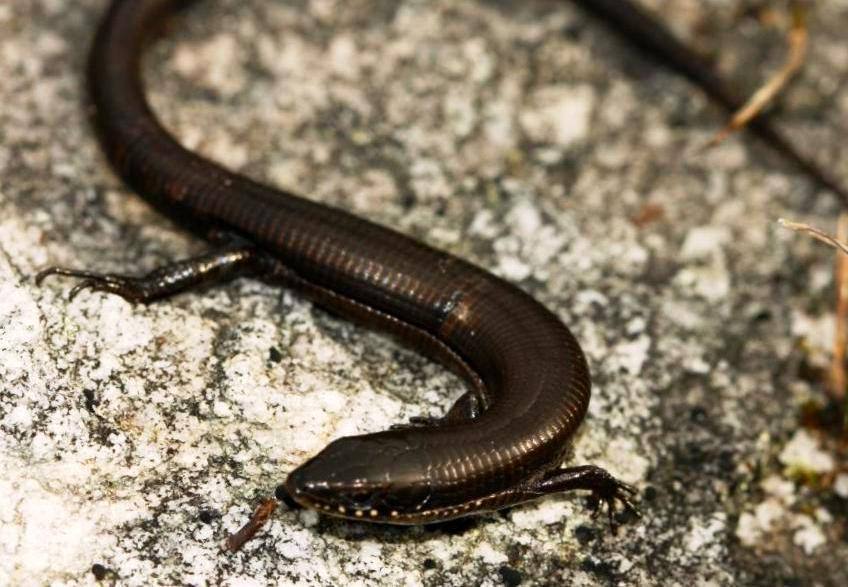
Vijfteenzweephagedis (Tetradactylus seps)

Alle soorten komen voor in zuidelijke delen van Afrika, ten zuiden van de Sahara, en leven in de landen Angola, Congo-Kinshasa, Swaziland, Tanzania, Zambia en Zuid-Afrika. Vier soorten komen endemisch voor in Zuid-Afrika.
De habitat bestaat uit graslanden, vochtige moerassen en stenige, begroeide omgevingen. 's Nachts wordt geschuild onder stenen en in oude termietennesten. Vermoedelijk zorgen deze nesten voor bescherming tijdens natuurbranden die in het verspreidingsgebied regelmatig voorkomen.

## Levenswijze
Zweephagedissen zijn overdag actief, ze jagen tussen de begroeiing op kleine ongewervelden zoals spinnen en sprinkhanen. Bij bedreiging vlucht de hagedis in een schuilplaats zoals onder een steen. Als de staart wordt beetgepakt kan deze worden afgeworpen (caudale autotomie). Aangezien de staart gebruikt wordt bij de voortbeweging belemmert het verlies van de staart de hagedis. De staart groeit echter relatief snel weer aan.
Alle soorten zetten eieren af in de bodem. Vermoedelijk worden legsels van één tot drie eieren per keer geproduceerd. Van de grote zweephagedis is bekend dat de eieren in mierennesten worden afgezet. Hierbij worden de nesten van de mierensoort Anochetus faurei gebruikt. Deze agressieve mieren kunnen zowel steken als bijten en tolereren geen andere dieren in het nest. De eieren van de zweephagedis scheiden echter feromonen af waardoor de mieren de eieren negeren.

## Bedreiging
Van de zeven soorten worden er door de internationale natuurbeschermingsorganisatie IUCN drie beschouwd als veilig. Twee soorten worden beschouwd als kwetsbaar en Breyers' zweephagedis staat te boek als bedreigd. Deze soort heeft een klein verspreidingsgebied dat bovendien nogal versnipperd is. Eastwoods' zweephagedis is al enige tijd uitgestorven. Deze soort is alleen bekend van twee exemplaren die in 1911 en in 1928 zijn gevangen. Ondanks intensieve zoektochten in de jaren 80 is het dier nooit meer gezien.

## Soortenlijst
| Soorten uit het geslacht Tetradactylus                  | Soorten uit het geslacht Tetradactylus   | Soorten uit het geslacht Tetradactylus              |
| ------------------------------------------------------- | ---------------------------------------- | --------------------------------------------------- |
| Naam                                                    | Auteur                                   | Verspreidingsgebied                                 |
| Grote zweephagedis (Tetradactylus africanus)            | Gray, 1838                               | Swaziland, Zuid-Afrika (Oost-Kaap)                  |
| Breyers' zweephagedis (Tetradactylus breyeri)           | Roux, 1907                               | Zuid-Afrika (Natal*, Oranje Vrijstaat*, Transvaal*) |
| Eastwoods' zweephagedis (Tetradactylus eastwoodae)      | Methuen & Hewitt, 1913                   | Zuid-Afrika (Transvaal*)                            |
| Ellenberger's zweephagedis (Tetradactylus ellenbergeri) | Angel, 1922                              | Angola, Congo-Kinshasa, Tanzania, Zambia            |
| Vijfteenzweephagedis (Tetradactylus seps)               | Linnaeus, 1758                           | Zuid-Afrika                                         |
| Vierteenzweephagedis (Tetradactylus tetradactylus)      | Daudin, 1802                             | Zuid-Afrika                                         |
| Tetradactylus udzungwensis                              | Salvidio, Menegon, Sindaco & Moyer, 2004 | Tanzania                                            |
| * = Deze provincies worden niet langer erkend           |                                          |                                                     |